# Arlanda Helicopter
Arlanda Helicopter AB är ett helikopterbolag som har koncentrerat sig på helikoptertaxi i Mellansverige.
Flottan bestod 2012 av:
- 2 st Bell 206 Jet Ranger
- 5 st Bell 206 Long Ranger
- 1 st Bell 206 LT Twin Ranger (tvåmotorig)
- 1 st Bell 407
- 1 st Agusta A109 (tvåmotorig)